# Aeroporto dell'Umbria - Perugia
De Aeroporto dell'Umbria - Perugia (IATA: PEG, ICAO: LIRZ) is een luchthaven op zo'n 12 kilometer van het centrum van de Italiaanse stad Perugia  bij de frazioni Ripa en Sant'Egidio in de regio Umbrië. De naam van de luchthaven is ook afkomstig van de regio, dit vanwege zijn belangrijke functie in de regio. Veel toeristen die een bezoek brengen aan Umbrië reizen via de luchthaven. De luchthaven wordt voornamelijk aangevlogen door prijsvechters zoals Ryanair en Wizz. De luchthaven staat ook bekend onder de naam San Francesco d'Assisi naar Franciscus van Assisi. 

## Externe link

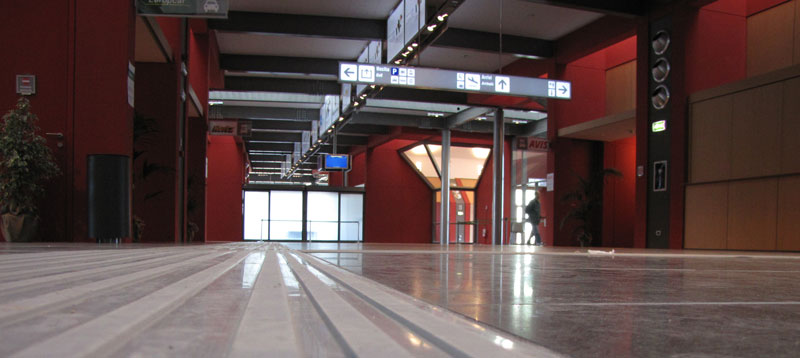
Terminal